# Cremastus pimarum
Cremastus pimarum là một loài tò vò trong họ Ichneumonidae.